# 차코투코투코
차코투코투코 또는 검은등투코투코(Ctenomys dorsalis)는 투코투코과에 속하는 설치류의 일종이다. 파라과이의 토착종이다.